# Hamburg-HafenCity

Detailkaart van HafenCity

HafenCity is een stadsdeel van de Duitse stad Hamburg, centraal gelegen in het district Hamburg-Mitte. HafenCity wordt gevormd door een aantal riviereilanden van de Elbe, waaronder Kehrwieder en Wandrahm en de oude haven Großen Grasbrooks, gelegen op het voormalige riviereiland Grasbrook.
In HafenCity wordt de oude vrije handelszone van de Hamburgse haven terug grootschalig herbevolkt door herinrichting van de ruimte met kantoren, hotels, woningzones en openbare bouwwerken met als landmark de Elbphilharmonie. De bedoeling is het bewonersaantal van net geen 2.000 in 2013 binnen een termijn van circa 10 jaar tot 12.000 te laten stijgen, met kantoorruimtes voor 45.000 werknemers. Dit masterplan voor stadsontwikkeling wordt door zijn omvang tot de grootste van Europa gerekend, en is deels geïnspireerd door Docklands in Londen.
HafenCity is daarmee het jongste stadsdeel van de stad. Het werd op 1 maart 2008 gevormd, als het resultaat van de wetgeving "Gesetz über die räumliche Gliederung der Freien und Hansestadt Hamburg) - RäumGlG". Het cultureel werelderfgoed Speicherstadt is door de aangepaste stadsdeelgrenzen ook gelegen in HafenCity, waar het vroeger een onderdeel was van de Altstadt.

## Geschiedenis
Grasbrook was initieel ook een riviereiland. In de middeleeuwen was het westen van Grasbrook het executieveld van de stad Hamburg. Onder meer de piraten Klaus Störtebeker en de Victualiënbroeders werden hier onthoofd. In de 18e eeuw werd Großen Grasbrooks de locatie van scheepswerven en havenbedrijven. In 1844 werd de eerste gasfabriek van Hamburg in het noorden van het vroegere eiland in dienst genomen. In 1868 werd het eerste havendok hier uitgegraven, de Sandtorhafen, in 1881 volgde de Grasbrookhafen. Daarna volgden de Strandhafen, de Magdeburger Hafen, de Brooktorhafen en de Ericusgraben die aansloten op de Oberhafen en werd de Baakenhafen uitgegraven.
De woonwijken van de eilanden Kehrwieder en Wandrahm werden neergehaald in 1883 om ruimte te maken voor de vrijhandelszone en douane voor de haven van Hamburg. Hierbij moesten 20.000 inwoners andere bewoning zoeken. In 1888 werden de eerste pakhuizen van de Speicherstadt in dienst genomen. Kaispeicher B was reeds in 1878 gebouwd, het administratief gebouw van het oude havenbeheer bij de Magdeburger Hafen (Altes Hafenamt) dateert van 1885. Rond de eeuwwisseling en in het begin van de 20e eeuw kwamen de eerste verwarmde fruitopslagruimtes in gebruik, en in 1928 kwam een gekoeld magazijn, een ontwerp van architect Fritz Schumacher, in dienst voor de opslag van de haringvangst.